# Trapets (cirkus)
För andra betydelser, se trapets.
| Trapets |
| --- |
| Trapetskonstnärer i aktion (litografi från 1890). - Betydelse – gymnastik- och cirkusredskap liknande en gunga - Bakgrund – tyskans Trapez (ytterst grekiskans tra'pezion och tra'peza) - Varianter – rund eller platt stång, en eller två upphängningspunkter - Övningar – övningar med statisk, gungande eller flygande trapets |

Trapets är ett gymnastik- och cirkusredskap. Den består av en stång av stål eller trä, vars ändar är upphängda via två linor eller rep; trapetsen är en sorts gunga, och i samband med akrobatiska övningar på cirkus sätts den i gungning.

## Användning och historik
Trapetsen är vanligt förekommande i olika akrobatiska sammanhang på cirkus. En trapetsakt kan vara statisk, snurrande (trapetsen har då endast en upphängningspunkt), gungande eller flygande. Akten kan utföras ensam, som duo, trio eller i en grupp. Den kom förr traditionellt efter föreställningens paus.
Statisk trapets syftar på en akt där stången är stilla och artisten rör sig runt stång och rep. Den räknas som en nybörjarövning, där artisten övar upp styrkan som krävs för att hantera trapetsövningarna.
Gungande trapets handlar om när trapetsen rör på sig, och där man under akten använder gungandet för att skapa de olika luftkonsterna. I regel är bara en artist inblandad.
Flygande trapets utförs på en gungande trapets, med flera olika personer som kastar sig för att fånga trapetsstången eller händerna på någon som exempelvis själv hänger i trapetsen. Ofta används flera olika trapetsstänger. Dessa övningarna är oftast mer riskfyllda och utförst i regel ovanför säkerhetsnät eller vattenytor. Flygande trapetsövningar uppfanns av Jules Léotard i slutet av 1800-talet.
Bland de olika varianterna av trapets finns Washington-trapets (franska: trapèze à la Washington), efter den amerikanske trapetsartisten H. R. Keyes Wahington (1838–1882). På denna tunga trapets med en platt tvärstång kan en akrobat utföra olika balanskonster.

## Etymologi
Svenskans ord trapets kommer närmast från tyskans Trapez. Ytterst härrör det från grekiskans tra'pezion med betydelsen 'oliksidig fyrkant, en diminutivform av tra'peza, 'bord'. För den geometriska betydelsen av trapets, se fyrhörning.